# Janusz Lutomski
Janusz Lutomski (ur. 12 marca 1939 w Stanisławowie, zm. 17 czerwca 2014 w Kętrzynie) – polski robotnik, poseł na Sejm PRL V kadencji.

## Życiorys
Syn Aleksandra i Stanisławy. Uzyskał wykształcenie średnie niepełne, z zawodu ślusarz maszynowy. Pracował jako tokarz w Reszelskich Zakładach Przemysłu Maszynowego i Leśnictwa. W 1969 uzyskał mandat posła na Sejm PRL w okręgu Olsztyn, zasiadał w Komisji Leśnictwa i Przemysłu Drzewnego. Występował w drużynie piłkarskiej Orlęta Reszel.